# Reinhold Christian Schelle
Reinhold Christian Schelle (* 31. Dezember 1845 in Biberach an der Riß; † 4. September 1930 ebenda) war ein deutscher Kaufmann und Fabrikant. Er gründete das Wieland-Museum in Biberach an der Riß.

## Leben

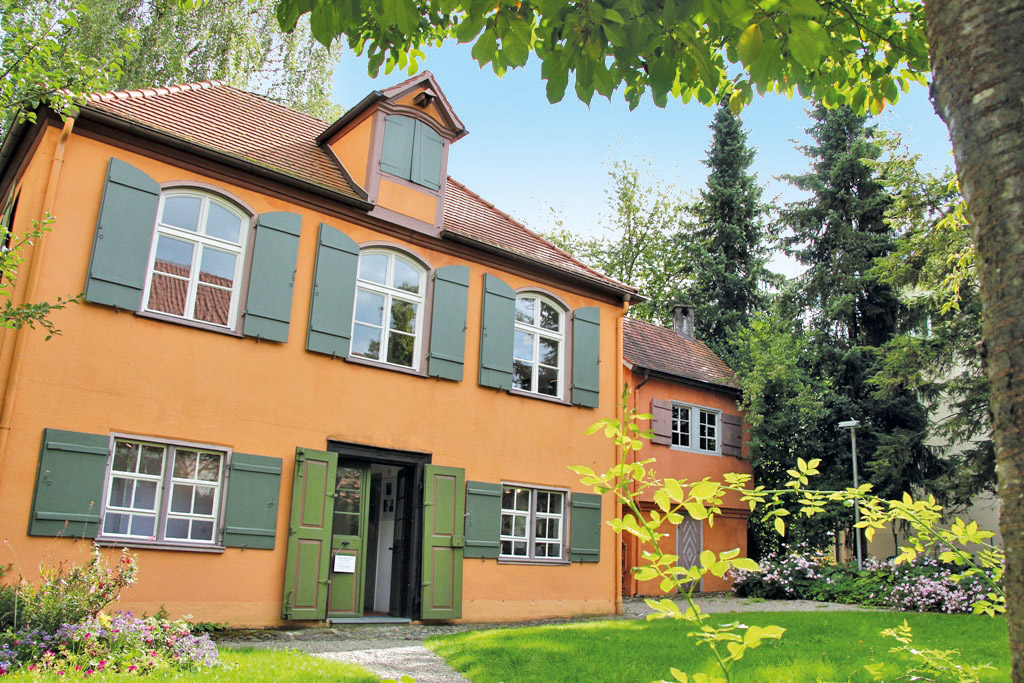
Wieland-Museum in der Saudengasse in Biberach

Reinhold Christian Schelle entstammte der Ehe seines Vaters Christian Raimund August (1815–1867), ebenfalls Fabrikant, mit Sophie Blassnek (1820–1884).
Seit dem 4. Oktober 1870 war Reinhold Schelle mit Elisabeth Sophie, geb. Hiller (* 25. November 1850 in Biberach; † 20. März 1944 in Biberach), verheiratet. 
Von 1867 bis 1910 führte er die geerbte Posamentenfabrik Schelle-Blassnek, die zu den sieben bedeutenden Fabrikbetrieben der Stadt Biberach gehörte. Sein Sohn Eugen Schelle übernahm 1910 die Geschäftsführung des Unternehmens.
Im Jahr 1901 war Schelle Gründungsmitglied des Kunst- und Altertums-Vereins (heute Gesellschaft für Heimatpflege Biberach e.V.), dem er den Vorschlag machte, ein Wieland-Kabinett einzurichten. Das Anwesen mit Wielands Gartenhaus wurde 1905 angekauft und das Museum konnte 1907 eröffnet werden. Schelle war bis zu seinem Tod im Jahr 1930 Leiter des Museums. Sein Grab befindet sich noch heute auf dem Alten Evangelischen Friedhof in Biberach.
Am 22. Oktober 1920 wurde Reinhold Christian Schelle die Ehrenbürgerwürde der Stadt Biberach verliehen.